# Medical Research Council (Vereinigtes Königreich)
Der Medical Research Council (MRC) ist eine Forschungsorganisation im Vereinigten Königreich im Bereich Medizin und angrenzender biologischer Fachrichtungen. Sie ist eine von sieben solcher Research Councils und unterhält drei Hauptinstitute in Cambridge, Mill Hill und Hammersmith sowie 35 kleinere Einrichtungen innerhalb des Vereinigten Königreichs. Zudem betreibt sie Außenstellen in Gambia und Uganda.
Die Organisation wurde als Medical Research Committee and Advisory Council 1913 gegründet und erhielt 1920 ihren heutigen Namen. Der MRC ist finanzieller Hauptträger des Francis Crick Institute.

## Forschungsleistungen
Durch Unterstützung des MRC wurden zahlreiche bahnbrechende Forschungsleistungen erbracht. Vom MRC geförderte Wissenschaftler erhielten 24 Nobelpreise. Wichtige Entdeckungen waren:
- der Nachweis durch Edward Mellanby, dass Rachitis ernährungsbedingt ist (1919)
- der Nachweis, dass Influenza eine Viruserkrankung ist (1918)
- die Entdeckung des ersten Neurotransmitters (Acetylcholin) durch Henry Hallett Dale und Otto Loewi (Nobelpreis 1936)
- die Entwicklung des Penicillins durch Alexander Fleming, Ernst Boris Chain und Howard Walter Florey (Nobelpreis 1945)
- die Erkenntnis des Zusammenhangs zwischen Lungenkrebs und Tabakrauchen durch Richard Doll und Austin Bradford Hill (1956)
- die Entdeckung der Struktur der Desoxyribonukleinsäure durch James D. Watson, Francis Crick, Rosalind Franklin und Maurice Wilkins (Nobelpreis 1962)
- Entwicklung der Magnetresonanztomografie 1973 durch Peter Mansfield und Paul Lauterbur (Nobelpreis 2003)
- Entwicklung monoklonaler Antikörper durch César Milstein und Georges Köhler 1975 (Nobelpreis 1984)